# فرانكلين نونيز
فرانكلين نونيز (بالإنجليزية: Franklin Núñez)‏ هو لاعب كرة قاعدة دومينيكاوي، ولد في 18 يناير 1977 في ناغوا في جمهورية الدومينيكان.

## وصلات خارجية
- فرانكلين نونيز على موقعبيزبول رفرنس.كوم (الدوري الرئيسي) (الإنجليزية)
- فرانكلين نونيز على موقعبيزبول رفرنس.كوم (الدوري الثانوي) (الإنجليزية)